# Birdland (composición)
«Birdland» es una composición instrumental de Joe Zawinul. La primera grabación del tema aparece en el álbum Heavy Weather (1977) de la banda de jazz fusión Weather Report. En 1980, una versión en estilo vocalese de la composición, grabada por The Manhattan Transfer, con letra de Jon Hendricks, obtuvo el Premio Grammy a la mejor interpretación de jazz fusión y él del mejor arreglo vocal para dos o más voces para una de las vocalistas del grupo, Janis Siegel.
La composición es un tributo al legendario club de jazz de Nueva York, Birdland, nombrado, a su vez, por Charlie «Bird» Parker, el saxofonista de jazz.

## Versiones
- 1977: Weather Report - Heavy Weather
- 1979: The Manhattan Transfer - Extensions
- 1989: Quincy Jones - Back on the Block, el álbum ganador de siete premios Grammy, incluyendo el del álbum del año en la 33 edición del premio (1990), contiene una versión con arreglos de Jerry Hey, Quincy Jones, Ian Prince y Rod Temperton, que ganó el Grammy al mejor arreglo, instrumental o a capela[4] y el Premio Grammy a la mejor interpretación de jazz fusión.[4]